# The Hunting Party (televisieserie)
The Hunting Party is een Amerikaanse politieserie van NBC uit 2025.

## Verhaal
Na een explosie in een geheime militaire gevangenis voor seriemoordenaars  – 'The Pit' genoemd, blijkt een aantal gedetineerden te zijn ontsnapt. Het leger en de federale politie vormen een taskforce om ze discreet op te sporen. Elke aflevering draait om de achtergrond van en jacht op een van hen.
1. Richard Harris
2. Clayton Jessup
3. Lowe
4. dr. Ezekiel Malak
5. Roy Barber
6. Arlo Brandt
7. Mark Marsden
8. Denise Glenn
9. Tom Beecher
10. Jenna Wells

Daarbij komen ook stukje bij beetje de bestaansreden van deze gevangenis en de link met een farmabedrijf aan het licht. Er werd onderzoek verricht op sociopaten om een middel tegen posttraumatische stressstoornis te vinden voor soldaten.

## Rolverdeling
- Melissa Roxburgh als Rebecca Henderson of 'Bex', de protagonist en FBI-profiler
- Patrick Sabongui als Jacob Hassani, de CIA-agent
- Josh McKenzie als Shane Florence, de cipier
- Nick Wechsler als Oliver Odell, de gevangenisdirecteur en Rebecca's vroegere partner bij de FBI
- Sara Garcia als Jennifer Morales, de inlichtingenofficier van het leger
- Zabryna Guevara als Elizabeth Mallory, de openbaar aanklager
- Kari Matchett als kolonel Eve Lazarus, Odells chef
- Matt Frewer als dr. Henry Dulles, de dokter die onderzoek deed met de gevangenen
- Siobhan Williams als Sarah Dulles, dr. Dulles' dochter
- Kyra Leroux als Samantha Henderson, Rebecca's adoptiedochter

## Uitgave en ontvangst
The Hunting Party werd op 19 januari 2025 uitgebracht in de Verenigde Staten. In Vlaanderen werd de reeks vanaf 24 februari 2025 uitgezonden door VTM 2.
Bij IMDb heeft The Hunting Party een publieksscore van 6,6 op tien. De recensenten bij Rotten Tomatoes en Metacritic waren negatief, met een gemiddelde beoordeling van 18 procent en 34 procent respectievelijk.